# Peltobatrachus
Peltobatrachus es un género extinto de temnospóndilo que vivió a finales del período Pérmico. Medía aproximadamente 70 cm de largo. Peltobatrachus era una anfibio completamente terrestre que retornaba al agua sólo para depositar sus huevos. Presentaba una serie de placas a modo de armadura que lo cubrían en la región tanto dorsal como caudal. Al no encontrarse aún dientes fósiles se ha inferido que Peltobatrachus se alimentaba de artrópodos, anélidos y caracoles. 